# Accident d'un Hawker Hunter à Shoreham
L'accident d'un Hawker Hunter à Shoreham est la chute d'un warbird  Hawker Hunter, le 22 aout 2015, à Shoreham-by-Sea, 10 km à l'ouest de Brighton sur la côte sud de l’Angleterre, lors d’un meeting aérien à l'aéroport, provoquant la mort de onze personnes au sol et en blessant quatorze autres.
C'est le plus meurtrier accident de spectacle aérien en Grande-Bretagne depuis le crash de 1952 au meeting aérien de Farnborough qui a tué 31 personnes.

## Déroulement des faits
Le Hunter T.7 est originellement entré en service en 1955. Depuis 1998, il dispose d'une immatriculation civile et participe à plusieurs exhibitions publiques. Après plusieurs figures aériennes, il s'est écrasé en percutant quatre véhicules roulant sur un axe routier majeur de Shoreham avant de finir sa course dans les buissons. Le pilote a été extrait des décombres en flamme, puis admis à l’hôpital dans un état critique. Il en est finalement sorti en septembre 2015.

## Enquête
Une équipe du bureau d’enquête britannique sur les accidents aériens (le Air Accidents Investigation Branch) a été dépêchée sur place pour enquêter sur les circonstances de la catastrophe aérienne.
D'après les premières constatations et des témoignages, le pilote n'est pas parvenu à redresser le chasseur à la sortie d'un looping et l'avion, qui volait à basse altitude, est tombé sur la route, touchant plusieurs véhicules.

## Conséquences
Le 24 août 2015, la Civil Aviation Authority impose une restriction temporaire sur tous les appareils à réaction de collection, les limitant à de simples passages bas et interdisant toutes manœuvres à haute-énergie.
La Civil Aviation Authority retire au pilote, Andrew Hill, le droit de piloter sur le territoire britannique. Toutefois, le pilote a fait appel de la décision de révocation de ses licences. Plusieurs représentants de la CAA se sont réunis début octobre 2024 à Londres pour confirmer, de manière définitive, l’annulation des licences du pilote.
Andrew Hill a été inculpé pour homicides involontaires par négligence grave mais, à l’issue d’un procès, a été déclaré non coupable en mars 2019.